# Marcha do Orgulho de Lisboa
A Marcha do Orgulho LGBT de Lisboa é uma manifestação que se celebra de forma anual na capital de Portugal, para comemorar o Mês do Orgulho LGBT e celebrar as metas atingidas no reconhecimento dos direitos da população LGBT. A marcha, que se realizou primeira vez em junho de 2000, é a maior do seu tipo no país e reúne a cada ano a dezenas de milhares de pessoas, chegando aos 25 000 participantes em 2022.
Durante a marcha, os participantes levam bandeiras do orgulho e repetem slogans em contra a discriminação e em prol da igualdade. O percurso tradicional começa no Jardim do Príncipe Real, passa pelo Largo de Camões e avança pela Rua do Alecrim até chegar à Ribeira das Naus, ainda que em algumas ocasiões tem tido outros percursos e pontos de início, como a Praça do Martim Moniz. Uma vez em Ribeira das Naus, a marcha converte-se num festival do orgulho.

## História
O primeiro evento em honra ao Orgulho LGBT em Lisboa teve lugar no dia 28 de junho de 1995, quando ativistas integrantes do Grupo de Trabalho Homossexual do Partido Socialista Revolucionário (GTH-PSR) reuniram-se na discoteca Climacz para realizar uma celebração do Dia Internacional do Orgulho LGBT, facto que foi coberto pela imprensa. No mesmo dia do ano 1997, realizou-se a primeira festa Arraial Pride, que marcou uma meta ao levar pela primeira vez a celebração do orgulho LGBT às ruas de Lisboa e que desde então se converteu num evento anual em massa.
A primeira Marcha do Orgulho LGBT de Lisboa realizou-se em 28 de junho de 2000. Entre os coordenadores do evento esteve a ativista Fabíola Cardoso, que anos depois tornar-se-ia em deputada pelo Bloco de Esquerda, que no final da marcha leu um manifesto em prol da visibilidade das pessoas LGBT preparado pelas associações organizadoras.

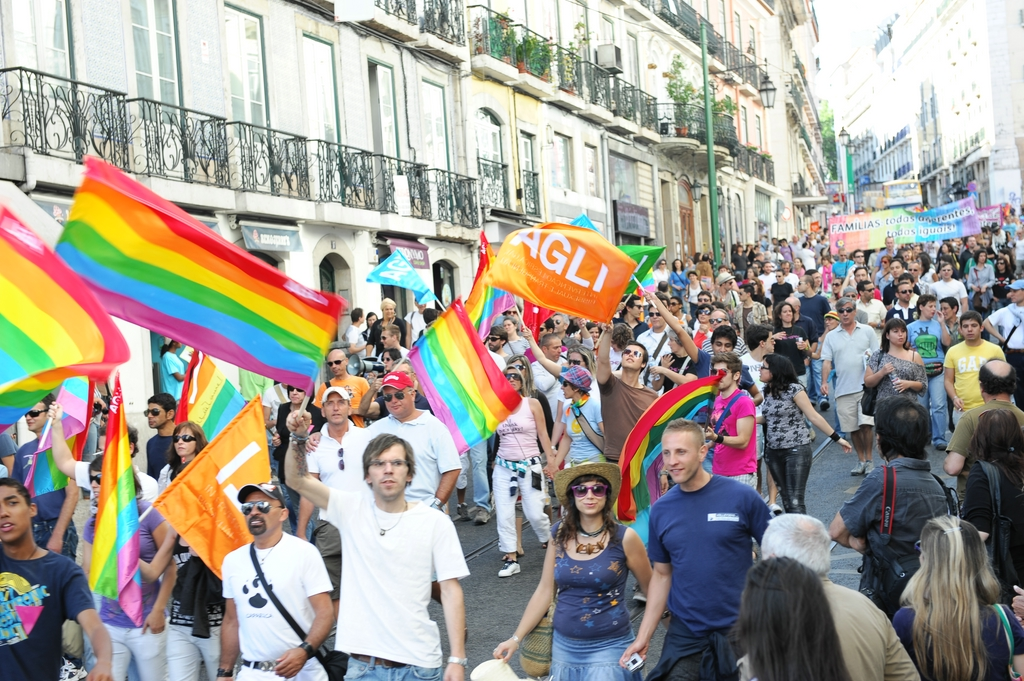
Participantes da Marcha do Orgulho LGBT de Lisboa de 2010.

Com o passar dos anos, a participação na marcha foi aumentando de forma considerável. A edição de 2002 contou com 1500 pessoas, e em 2010 o número tinha atingido cinco mil. Na edição de 2017, a marcha teve ao redor de 10 000 participantes.
Em 2019, a Assembleia da Câmara Municipal de Lisboa aprovou uma resolução em honra à vigésima edição da marcha, na que felicitou os organizadores e assistentes da mesma e condenou a violência e a homofobia.
A marcha de 2020 foi cancelada devido à pandemia de COVID-19. Como forma de ajuda, parte dos recursos que iam ser destinados à edição desse ano foram usados para criar uma rede de apoio para pessoas LGBT que precisassem de medicamentos, alimentos ou albergue, bem como para refugiados, trabalhadoras sexuais e ciganos. No ano seguinte, anunciou-se que a marcha voltaria a realizar-se e escolheu-se como data 19 de junho de 2021. Para evitar contágios de COVID-19, anunciaram-se medidas de biosegurança como uso de máscaras e um distanciamento social de dois metros entre participantes. No entanto, finalmente decidiu-se voltar a cancelar a marcha por recomendação das autoridades.

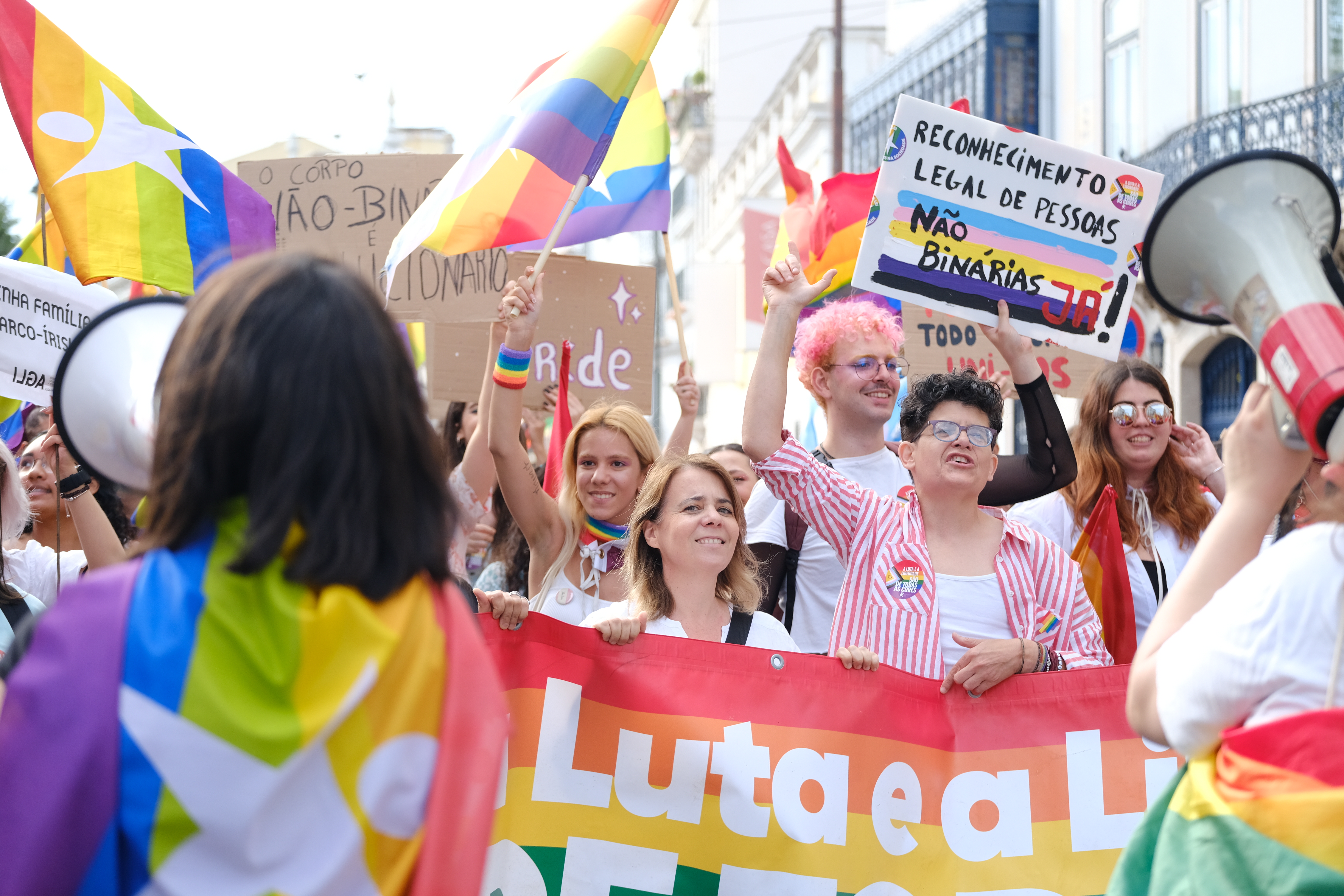
Participação do Bloco de Esquerda na edição de 2022.

A marcha voltou a realizar-se em 2022 e alcançou uma assistência de 25 000 pessoas. No ano seguinte, o evento mudou de ponto inicial e começou no Jardim do Príncipe Real, com a finalidade de dar mais acessibilidade às pessoas em cadeira de rodas. O final da marcha, como em anos anteriores, foi na Ribeira das Naus.